# 沼能友樹
沼能 友樹（ぬまのう ともき、1981年11月10日 - ）は、神奈川県大和市出身のミュージシャン、ギタリスト、編曲家、音楽プロデューサー。名義は、ギタリストとしては沼能友樹、編曲家としてはNuma。

## 来歴
1981年11月10日生まれ。高校1年からギターを始め、バンド活動を始めた。高校2年の時に、YAMAHA主催の大会『TEENS' MUSIC FESTIVAL・全国高校対抗バンド合戦』にて、グランプリを獲得している。
その後、色々なバンド、アーティストのライブサポート、レコーディングの経験を経て、2010年9月にバンド・LOOP CHILDのギタリストとしてメジャーデビュー。この時期よりギタリストの清水ひろたかからギターを学び、バンドと並行してレコーディングやライブサポートを行う。
2015年にLOOP CHILDを脱退。その年から、アーティストとの共同プロデューサーや編曲家（編曲の名義はNuma）、ギタリストなどとして、レコーディングやライブに参加している。ソロ・インストプロジェクト「JammyTone」としても活動している。

## ディスコグラフィ

### シングル
|                               | 発売日         | タイトル                         | 規格番号  | 収録楽曲 |
| ----------------------------- | -------------- | -------------------------------- | --------- | --- |
| 1stシングル【エンハンスドCD】 | 2011年10月5日  | もう一度、ただいまって聞きたくて | TECI-239  | 1.もう一度、ただいまって聞きたくて 2.きえないで 3.ever -acoustic ver.- 4.もう一度、ただいまって聞きたくて -Back Track- 5.もう一度、ただいまって聞きたくて (MUSIC CLIP) |
| 2ndシングル                   | 2012年10月27日 | タカラモノ                       | LECR-1014 | 1.タカラモノ 2.手をつなごう 3.12月の風 4.タカラモノ -Back Track- 5.手をつなごう -Special Mix-                                                                          |
| 3rdシングル                   | 2014年4月16日  | アマジーグ                       | LECR-1017 | 1.アマジーグ 2. flag「アルディージャエキサイトマッチ」エンディングテーマ 3.タカラモノ ~Acoustic duo ver~                                                               |

### アルバム
|             | 発売日        | タイトル | 規格番号  | 収録楽曲 |
| ----------- | ------------- | -------- | --------- | --- |
| 1stアルバム | 2010年9月8日  | EVER     | TECI-1285 | 1.凸凹ハート 2.ever 3.足あと 4.どこにいてもどんなときも 5.海と月 6.明日への架け橋                                                                 |
| 2ndアルバム | 2011年3月2日  | i color  | TECI-1300 | 1.この恋から 2.魔法のレシピ 3.モンスター症候群 4.evergreen（TBS系列「第60回記念別府大分毎日マラソン」番組イメージソング） 5.メーデー 6.愛をそっと |
| 3rdアルバム | 2013年6月14日 | to.      | LECR-1016 | 1.虹の鳥 2.あなたと 3.声 4.恋するオトメ 5.いいんじゃない？                                                                                        |

## 主な参加アーティスト
- Eve
- ウカスカジー（桜井和寿×GAKU-MC）
- GAKU-MC
- 日食なつこ
- Mr.ふぉるて
- moon drop
- 岡野昭仁（ポルノグラフィティ）
- ロザリーナ
- 佐藤千亜紀
- 眉村ちあき
- 門脇更紗
- 汐れいら
- 浅香唯
- 松下奈緒
- 佐伯ユウスケ
- 宇宙まお
- 井上苑子
- 入野自由
- 三森すずこ
- 佐々木李子
- 伊藤かな恵
- Lilubay
- キヨ
- そらる
- Sou
- Eve×Sou
- 天月
- 伊東歌詞太郎
- ももいろクローバーZ「手紙」
- 乃木坂46

## 主な参加レコーディング
- Eve
  - 3rdアルバム『OFFICIAL NUMBER』[3]
    - M2-キャラバン（共編曲・Guitar・Bass）
    - M6-ショートアンブレラ（共編曲・Guitar・Bass）

  - 4thアルバム『文化』[3]
    - M1-fanfare （作編曲・All Inst）
    - M2-ナンセンス文学（編曲・Guitar・All Inst）
    - M3-ドラマツルギー（編曲・Guitar・All Inst）
    - M4-ホームシック（編曲・Guitar・etc）
    - M5-あの娘シークレット（編曲・Guitar・All Inst）
    - M6-会心劇（編曲・Guitar・etc）
    - M7-ふりをした。（編曲・Guitar・All Inst）
    - M8-羊を数えて（編曲・Guitar・etc）
    - M9-お気に召すまま（編曲・Guitar・etc）
    - M10-paradigm（作編曲・All Inst）

  - メジャー1stアルバム『おとぎ』[3]
    - M1-slumber（作曲・編曲・Guitar・All Inst）
    - M2-トーキョーゲットー（編曲・Guitar・All Inst）
    - M3-アウトサイダー（編曲・Guitar・All Inst）
    - M4-迷い子（編曲・Guitar・etc）
    - M5-やどりぎ（編曲・Guitar・All Inst）
    - M6-アンビバレント（編曲・Guitar・etc）
    - M7-楓（編曲・Guitar・etc）
    - M8-ラストダンス（編曲・Guitar・All Inst）
    - M9僕らまだアンダーグラウンド（編曲・Guitar・etc）
    - M10-君に世界（編曲・Guitar・etc）
    - M11-dawn（作曲・編曲・Guitar・All Inst）

  - メジャー2ndアルバム『Smile』[3]
    - M1-doublet（作編曲・Guitar・All Inst）
    - M2-LEO（編曲・Guitar・All Inst）
    - M3-レーゾンデートル（編曲・Guitar・Bass・Programming）専門学校HAL・2019／CMソング
    - M4-虚の記憶（編曲・Guitar・All Inst）
    - M5-いのちの食べ方（編曲・Guitar・Bass・Programming）
    - M6-闇夜（編曲・Guitar・All Inst）TVアニメ「どろろ」エンディングテーマ　2019.4～
    - M7-朝が降る（編曲・Guitar・All Inst）
    - M8-心予報（編曲・Guitar・Bass）Lotte ガーナチョコレート2020／CMソング
    - M9-白銀（編曲・Guitar・Bass・Programming）JR skiski 2019／CMソング
    - M10-バウムクーヘンエンド（編曲・Guitar・All Inst）
    - M11-mellow（編曲・Guitar・All Inst）
    - M12-ognanje（作編曲・Guitar・All Inst）
    - M13-胡乱な食卓（編曲・Guitar・All Inst）

  - 1st EP『廻廻奇譚/蒼のワルツ』
    - M1-廻廻奇譚（編曲・Guitar・Bass・Programming）TVアニメ『呪術廻戦』オープニングテーマ
    - M2-蒼のワルツ（編曲・Guitar・All Inst）映画『ジョゼと虎と魚たち』主題歌
    - M3-心海（編曲・Guitar・All Inst）映画『ジョゼと虎と魚たち』挿入歌
    - M4-宵の明星（編曲・Guitar・All Inst）
    - M5-遊遊冥冥（共編曲<Eve>・Guitar・Programming）
    - M6-約束（編曲・Guitar・All Inst）
    - M7-杪夏（共編曲<有生ネネ>・Guitar・Programming）

  - メジャー3rdアルバム『廻人』
    - M1-廻人（編曲・Guitar・All Inst）
    - M2-廻廻奇譚（編曲・Guitar・Bass・Programming）TVアニメ『呪術廻戦』オープニングテーマ
    - M3-夜は仄か（編曲・Guitar・All Inst）
    - M4-遊生夢死（編曲・Guitar・All Inst）個人制作アニメーションの祭典「Project Young.」主題歌
    - M5-暴徒（編曲・Guitar・All Inst）音楽映画『Adam by Eve: A Live in Animation』劇中歌
    - M6-平行線 [Eve × suis from ヨルシカ]（編曲・Guitar・All Inst）ロッテ ガーナチョコレート『Gift』テーマソング
    - M7-YOKU（編曲・Guitar・All Inst）「KATE欲コレクション」インスパイアソング
    - M8-蒼のワルツ（編曲・Guitar・All Inst）映画『ジョゼと虎と魚たち』主題歌
    - M9-心海（編曲・Guitar・All Inst）映画『ジョゼと虎と魚たち』挿入歌
    - M10-群青讃歌（編曲・Guitar・All Inst）スマホゲーム『プロジェクトセカイ カラフルステージ! feat. 初音ミク』1周年記念アニバーサリーソング
    - M11-言の葉（編曲・Guitar・All Inst）NTTドコモ U30ロング割「あの恋をもう一度」テーマソング
    - M12-藍才（編曲・Guitar・All Inst）Spotifyまとめ/プレミアムTVCMソング
    - M13-退屈を再演しないで（編曲・Guitar・All Inst）音楽映画『Adam by Eve: A Live in Animation』劇中歌
    - M14-アヴァン（編曲・Guitar・All Inst）スマートフォンゲーム『呪術廻戦 ファントムパレード』主題歌

- ウカスカジー
  - EPミニアルバム『金色BITTER』
    - M1-We are not afraid（Electric & Acoustic Guitar）
    - M2-敗戦の夜に（Acoustic Guitar）
    - M3-言葉（Acoustic Guitar）niko and...2019／CMソング
    - M6-時代（Gut Guitar）
    - M7-また会う日まで（Acoustic Guitar）

  - アルバム『どんなことでも起こりうる』
    - M1-コエノチカラ（Acoustic Guitar）
    - M3-DOWN TOWN（Acoustic Guitar）
    - M4-言葉（Acoustic Guitar）
    - M5-敗戦の夜に（Acoustic Guitar）
    - M6-上を向いて歩こう（Acoustic Guitar）
    - M7-時代（Gut Guitar）
    - M8-We are not afraid（Electric & Acoustic Guitar）
    - M9-青春FOREVER（Banjo）
    - M11-Let's get together 〜ウカスカクラスター〜（Acoustic Guitar）
    - M13-また会う日まで（Acoustic Guitar）
    - M14-勝利の笑みを 君と 〜日本サッカーのために〜（Acoustic Guitar）
- GAKU-MC
  - アルバム『Rappuccino』
    - M10-晴れ舞台ヒカリアレ（編曲・Guitar）
    - M13-グッジョブ（編曲・Guitar・Bass・Programming）

  - アルバム『立ち上がるために人は転ぶ』
    - M2-You are the best（編曲・Guitar・Programming）
    - M3-夜明け前（編曲・Guitar・Programming）
    - M6-不甲斐ない（編曲・Guitar・Programming）
    - M7-泣く（編曲・All INST）
    - M9-それでも日々は続く（編曲・Guitar・Programming）
- 日食なつこ
  - ４th アルバム『ミメーシス』
    - M1-√-1（編曲・Guitar・Programming）
    - M9-hunch_A(album ver.)（Guitar）
    - M12-うつろぶね（編曲・Guitar・Programming）

  - 6th ミニアルバム『はなよど』
    - M3-夕闇絵画（編曲・Guitar・Programming）
    - M7-蜃気楼ガール（編曲・Guitar・Programming）

- 浅香唯
  - デビュー35周年記念BOX
    - M1-LIGHT A SHINE 〜月はずっと見ている (Guitar）
- Myuk
  - 1st シングル『魔法』
    - M1-魔法（編曲・Guitar・Bass・Programming）「約束のネバーランド」Season 2 エンディングテーマ

  - 2nd シングル『シオン』
    - M1-シオン（編曲・Guitar・Bass・Programming）
- 眉村ちあき
  - 配信シングル『悪役』（共編曲・Programming）
  - 配信シングル『モヒート大魔王』(共編曲・Programming)
- ロザリーナ
  - 1stシングル「音色」
    - M2-Good Night Mare （Guitar）
- 佐伯ユウスケ
  - シングル「夢のような」
    - M1-夢のような（Guitar）TVアニメ「Dr.STONE」エンディングテーマ
- 門脇更紗
  - 配信シングル「さよならトワイライト」(Guitar）
  - 配信シングル「いいやん」(Guitar)
  - １stシングル「トリハダ」(Guitar)
- 宇宙まお  
  - 3rdミニアルバム『7つのうた、あなたの虹になれ』
    - M1-夢みる二人
    - M4-そばにいるよ
    - M5-つよくなる
    - M6-ハロー、グッドミュージック

  - 4thミニアルバム『電子レンジアワー』
    - M5-snow poppins（編曲・Guitar・All Inst）

  - シングル「ONE～ひとつになる～」
    - M1-ONE～ひとつになる～（編曲・Guitar・All Inst）
    - M2-ホーリーくんのうた（編曲・Guitar・All Inst）
- Mr.ふぉるて
  - 2ndミニアルバム『sweet life』
    - M2-トライアングル（サウンドプロデュース・共編曲・Programming）
    - M3-なぁ、マイフレンド（サウンドプロデュース・編曲・Programming）
    - M4-君守歌（サウンドプロデュース・編曲・Programming）
    - M5-途方に暮れても生きていく（サウンドプロデュース・編曲・Programming）
    - M6-ブルーアワー（サウンドプロデュース・共編曲・Programming）
    - M7-幸せでいてくれよ（サウンドプロデュース・共編曲・Programming）

  - EP『Carpe diem』
    - M2-シリウス（サウンドプロデュース・共編曲・Programming）
    - M3-らしく（サウンドプロデュース・共編曲・Programming）
    - M4- 49（サウンドプロデュース・編曲・Programming）
- ナナヲアカリ
  - ミニアルバム『いろいろいうけどいいねがほしい』
    - M2-ドッペルアリー（編曲・Guitar・Bass・Programming）
- 松下奈緒
  - ベストアルバム『THE BEST ～10 years story～』
    - M5-break down（Guitar）
    - M13-escape（Guitar）
- 佐々木李子
  - アルバム『カーテンコールを揺らして』
    - M2-カーテンコールを揺らして（編曲・Guitar・All Inst）TVアニメ『デュエル・マスターズ!!』エンディングテーマ
    - M7-Empty Doll（編曲・Guitar・All Inst）

  - ミニアルバム『スタート！』
    - M1-スタート！（編曲・Guitar・Bass・Programming）TVアニメ『デュエル・マスターズキング』エンディングテーマ
- 入野自由
  - 2ndアルバム『DARE TO DREAM』　
    - M11- FrameとEdgeと、その向こう側」（Guitar）

  - 3rdアルバム『Life is...』
    - M2-確かにそうだ（Guitar）
- 吉野裕行
  - 5thシングル「情熱アンソロジー」
    - M3-罠とダイヤモンド（Guitar）

  - 1stアルバム『カタシグレ』
    - M6-オレがオマエでオマエがオレで（Guitar）
- 柿原徹也
  - 8thミニアルバム 「DON’T LET MI KNOW」
    - M1-ドミノ（Guitar）
    - M2-プレイヤー (Guitar)
    - M4-悪者 (Guitar)
    - M8-じゃあね (Guitar)
- 岡田耀  
  - 1stシングル「BREATHLESS」
    - M3-未来預言者（Guitar）
- ドラガリアロスト
  - 1st EP『ルクレツィア』
    - M1-overture（Guitar）
    - M3-楓（編曲・Guitar・etc）
- 天月
  - 1stアルバム『Hello,Would!』
    - M4-ホシアイ
    - M7-少年と魔法のロボット
    - M9-Dear
    - M10-Fairytale,
    - M14-ゆめゆめ

  - 2ndシングル「DIVE!!」
    - M4-小さな恋のうた-cover ver-（初回限定盤）

  - 2ndアルバム『箱庭ドラマチック』
    - M1-シューティングスター
    - M14-サマータイムレコード

  - 3rdシングル「Mr.Fake」
    - M2-ツナゲル（ギター）

  - 3rdアルバム『それはきっと恋でした。』
    - M11-ガラクタモンスター（編曲・Guitar）
    - M14-ツナゲル（Guitar）
- 浦島坂田船
  - アルバム『V-enus』
    - M7-スクールボーイ（編曲・ギター・ベース・etc）
- Eve×Sou
  - 1stアルバム『蒼』
    - M2-ナンセンス文学（編曲・Guitar・All Inst）
    - M4−チョコレートタウン（編曲・Guitar・All Inst）
    - M11-フェイク（編曲・Guitar・All Inst）
- Sou
  - アルバム『深層から』
    - M2-トーキョーゲットー（編曲・Guitar・All Inst）
    - M10-グレイの海（編曲・Guitar・All Inst）
- そらる
  - シングル「銀の祈誓」
    - M3-嘘つき魔女と灰色の虹（Guitar）

  - シングル「ユーリカ」
    - M3-長い坂道（Guitar）

  - アルバム『ワンダー』
    - M10-それは永遠のような（Guitar）
- 伊東歌詞太郎
  - 1stアルバム『一意専心』
    - M2-キミノオト（Guitar）
    - M4-メランコリック（Guitar）
    - M5-しわ（編曲・Guitar）
    - M6-夕立のりぼん（編曲・Guitar）
    - M13-START（Guitar）

  - 2ndアルバム『二律背反』
    - M2-金曜日のおはよう（Guitar）
    - M4-ハッピーシンセサイザ（Guitar）
    - M10-しゃったーちゃんす（Guitar）

  - 1stベストアルバム『三千世界』
    - M4-しわ（編曲・Guitar）
    - M11-ムーンウォーカー（Guitar）
    - M15-magic music（Guitar）
- りぶ
  - アルバム『Ribing fossil』
    - M1-リア（編曲・ギター・All Inst）
    - M6-ドラマツルギー（編曲・Guitar・All Inst）
- さユり
  - 1stアルバム『ミカヅキの航海』
    - M6-蜂と見世物
- 東京パフォーマンスドール
  - 1stアルバム『WE ARE TPD』
    - 恋しさと せつなさと 心強さと -Rearranged ver.（初回限定盤A・B・通常盤）
    - 十代に罪はない -Rearranged ver.-（初回限定盤B）
    - 気持ちはING -Rearranged ver-（初回限定盤B）
    - キスは少年を浪費する -Rearranged ver.-（初回限定盤C）
    - CATCH!! -Rearranged ver.-（初回限定盤C）

  - 5thシングル「純愛カオス」
    - M2-気持ちはING -Rearranged ver-（初回生産限定盤C）
    - M2-キスは少年を浪費する -Rearranged ver.-
- 分島花音
  - アルバム『luminescence Q.E.D.』
    - M3-the BEAST can’t BE STOpped（Guitar）
- 依布サラサ  
  - シングル「夢の中へ」
    - M1-夢の中へ（Guitar）
- SHE IS SUMMER
  - 1st EP『LOVELY FRUSTRATION E.P.」
    - M2-ナイトブルー
    - M3-あなたに電話しない夜
- 近藤晃央
  - 2ndアルバム『アイリー』
    - M1-グラデーションフライ
    - M4-ビビリーバー
    - M7-理婦人ナ社会